# Dichlorophénylphosphine
La dichlorophénylphosphine est un composé organophosphoré de formule chimique C6H5PCl2. Elle se présente sous la forme d'un liquide incolore, à l'odeur piquante, qui se décompose au contact de l'eau en formant de l'acide chlorhydrique. 
Elle peut être obtenue en faisant réagir du trichlorure de phosphore PCl3 et du benzène C6H6 en présence de chlorure d'aluminium AlCl3. Cette réaction se déroule comme un acylation de Friedel-Crafts. Le chlorure d'aluminium agit comme un acide de Lewis qui active le trichlorure de phosphore et permet l'attaque électrophile du benzène :
PCl3 + C6H6 ⟶ C6H5PCl2 + HCl↑.
La dichlorophénylphosphine peut être utilisée comme précurseur pour obtenir de la chlorodiphénylphosphine (C6H5)2PCl par dismutation au-delà de 280 °C :
2 C6H5PCl2 ⟶ (C6H5)2PCl + PCl3.
Elle donne de la phénylphosphine C6H5PH2 par réduction à l'aluminohydrure de lithium LiAlH4 dans l'éther diéthylique :
2 C6H5PCl2 + LiAlH4 ⟶ C6H5PH2 + LiAlCl4.